# William Satch
William Satch (ur. 9 czerwca 1989 w Henley-on-Thames) – brytyjski wioślarz, brązowy medalista olimpijski, dwukrotny mistrz świata.
Brązowy medalista w dwójce bez sternika (partnerował mu George Nash) podczas igrzysk olimpijskich w 2012 roku w Londynie.

## Osiągnięcia
| Rok  | Impreza              | Miejsce   | Konkurencja         | Lokata     |
| ---- | -------------------- | --------- | ------------------- | ---------- |
| 2012 | Igrzyska olimpijskie | Londyn    | dwójka bez sternika | 3. miejsce |
| 2013 | Mistrzostwa świata   | Chungju   | ósemka              | 1. miejsce |
| 2014 | Mistrzostwa Europy   | Belgrad   | ósemka              | 3. miejsce |
| 2014 | Mistrzostwa świata   | Amsterdam | ósemka              | 1. miejsce |